# Renault Mégane II
La Renault Mégane II è la seconda generazione della Renault Mégane, un'autovettura di fascia medio-bassa prodotta dalla casa automobilistica francese Renault dal 2002 al 2008/2010 in base alle versioni.

## Storia e profilo

### Debutto
All'inizio del 2000, pochi mesi dopo il restyling di metà carriera della prima generazione della Mégane, si diede il via al progetto X84, destinato all'erede della segmento C francese, della quale si sapeva che avrebbe conservato il nome. Tale progetto durò all'incirca due anni e mezzo e la presentazione del modello definitivo si ebbe al Salone dell'automobile di Parigi del 2002, dove la Mégane II fu proposta con carrozzeria berlina a tre e a cinque porte. Mentre quest'ultima riprendeva il testimone della precedente cinque porte, l'altra configurazione di carrozzeria era inedita e non andava che in parte a sostituire la Coach, poiché quest'ultima era una vera coupé. Ciononostante in Francia si continuò a chiamarla Coupé, ma nel resto d'Europa fu semplicemente la 3 porte.

### Design ed equipaggiamenti
Rispetto al modello uscente, la seconda serie risultò più lunga di 4,9 cm e più larga di 7,7 cm, e con un passo cresciuto di 4.5 cm per favorire l'abitabilità interna.

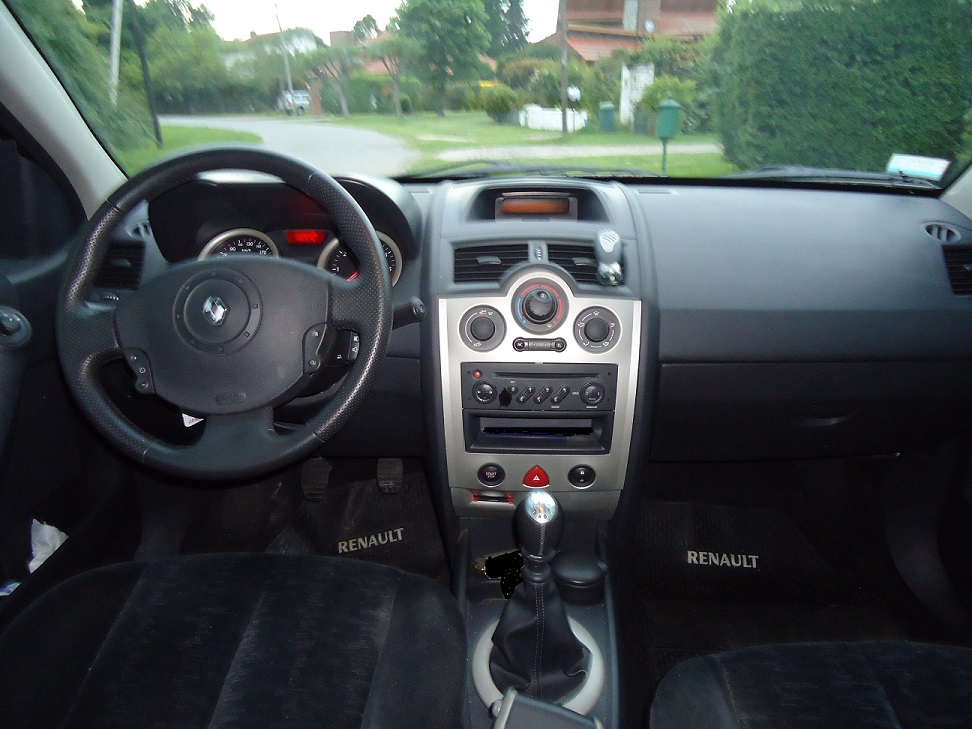
Interni di una Megane

Come la precedente generazione, anche la nuova fu frutto dell'équipe di designer diretta da Patrick Le Quément. Quest'ultimo cercò di diffondere su vasta scala quei concetti stilistici proposti poco tempo prima su due modelli destinati a numeri di vendita sensibilmente inferiori, vale a dire la Vel Satis e la Avantime. Fu in particolare dalla insolita monovolume-coupé che la Mégane II attinse a piene mani, proponendo elementi come l'ampio parabrezza inclinato, i fari anteriori spigolosi e a sviluppo orizzontale, la fiancata a doppia angolatura, lo scalino tra profilo laterale del cofano motore e linea di cintura, il massiccio montante posteriore verticale (nella cinque porte: la tre porte era invece caratterizzata nella stessa zona da un montante a forma triangolare), il lunotto avvolgente, sempre in posizione verticale, i gruppi ottici posteriori assai spigolosi ed il vano bagagli curvilineo, anche se con un elemento trasversale spigoloso, e ben sporgente all'indietro.

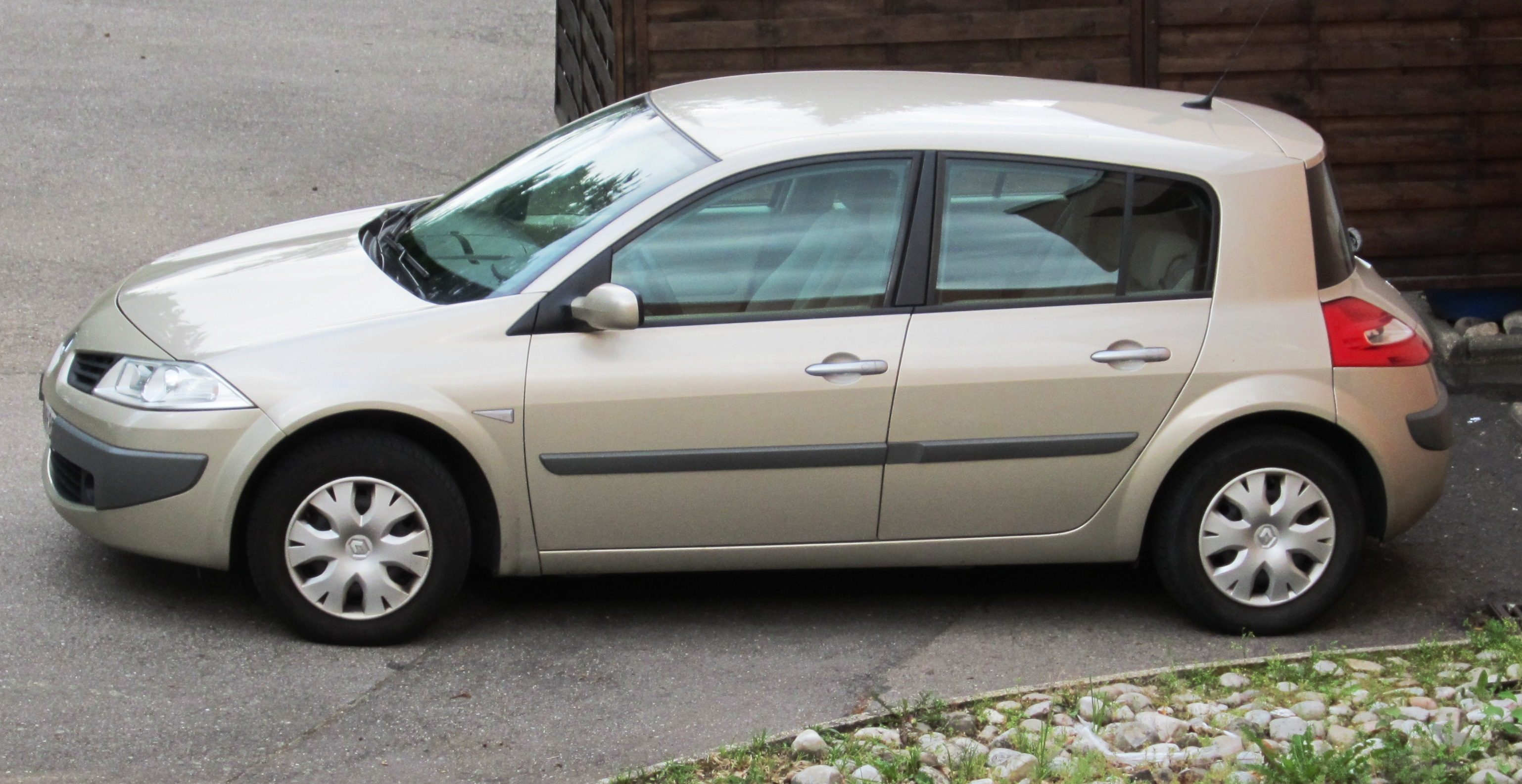
Mégane versione 5 porte

Questi ultimi due elementi stilistici furono anche tra le caratteristiche dell'ammiraglia Vel Satis, della quale la nuova Mégane riprese altre caratteristiche, come ad esempio la calandra formata da due "baffi" posti tra i gruppi ottici e lo stemma centrale della casa francese. Fu tra l'altro proprio il baule posteriore sporgente e dal disegno curvilineo a contribuire in maniera evidente alla particolare linea della Mégane II, che apparve così come una via di mezzo tra una due volumi ed una due volumi e mezzo. In generale, però, la vettura venne classificata come due volumi pura e semplice.
L'abitacolo offriva spazio a dovere per gli occupanti anteriori, mentre chi sedeva dietro era più penalizzato, specialmente il quinto passeggero in posizione centrale: un rigonfiamento presente al centro del divano rendeva quest'ultimo piuttosto scomodo in quella zona per chi fosse andato a sedervisi. In compenso, la vettura era ricca di vani portaoggetti, per un totale di 44 litri adibiti a tale scopo. Il posto guida non spiccava per livello di innovazione, ma era comunque piuttosto razionale nel complesso, eccezion fatta per alcuni comandi in posizioni poco intuitive.
Tra le novità presenti nell'abitacolo c'era un particolare airbag sistemato sotto la parte anteriore della seduta dei sedili anteriori che, in caso di impatto frontale, si gonfiava provocando l'infossamento del fondoschiena degli occupanti, evitando così che questi andassero a scivolare sotto la cintura di sicurezza. Tale sistema veniva montato unicamente nella berlina 3 porte poiché, in fase di progetto, per agevolare l'accesso ai sedili posteriori si era dovuto montare un meccanismo di avanzamento dei sedili che costrinse i progettisti a rinunciare al doppio pretensionatore per le cinture. Tale circostanza avrebbe comportato l'eventualità che in caso di impatto frontale i due occupanti sarebbero scivolati in avanti, sotto la cintura di sicurezza, montando l'airbag antiscivolo tale eventualità fu scongiurata.

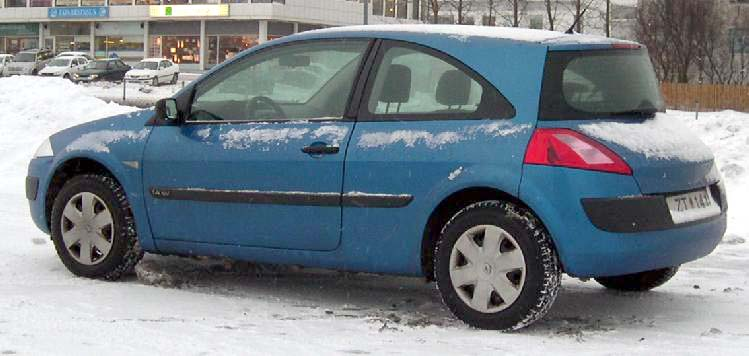
Mégane a 3 porte

Questa soluzione andò a far parte del corredo voluto in tema di sicurezza automobilistica, corredo costituito anche da numerosi altri airbag (fino a dieci in totale, a seconda del livello di equipaggiamento). Ciò permise alla Mégane II di raggiungere le cinque stelle nei crash-test Euro NCAP.
Rimanendo sempre nell'abitacolo, i tessuti e gli inserti variavano a seconda della scelta del cliente: era possibile scegliere tra quattro diversi tipi di "ambiente", ossia appunto di materiali, tessuti e tinte utilizzati per l'abitacolo e fra tre livelli di equipaggiamento. Mentre i primi prendevano le denominazioni di Authentique, Expression, Dynamique e Privilège, i tre livelli di equipaggiamento erano invece denominati Pack, Confort e Luxe. Un'altra novità era stata la chiave elettronica, già introdotta nella Laguna II e che nel caso della "sorella minore" poteva essere scelta in versione evoluta (con equipaggiamento Luxe) o semplificata (per gli altri due equipaggiamenti). La Mégane II presentò anche il tetto panoramico in vetro, disponibile come optional e che di lì a pochi anni sarebbe stato proposto anche da altre case costruttrici in chiave più o meno evoluta.
Quanto al bagagliaio, offriva una capacità di 330 litri, ampliabili a 1.190 abbattendo lo schienale posteriore.

### Struttura, meccanica e motori
Per quanto riguarda l'aspetto tecnico, la Mègane II inaugurò un nuovo pianale sviluppato congiuntamente con la Nissan, a cui la Casa francese era legata già dal 1999. Si trattava del secondo pianale comune, poiché il primo era quello utilizzato per la terza generazione della Nissan Micra, che aveva debuttato già nel marzo 2002 in Giappone come Nissan March, e che sarebbe stato utilizzato in seguito per la Clio III. Questo fu il primo nato per il mercato europeo; denominato Piattaforma C, sarà la base a partire dalla quale avrebbero in seguito tratto origine numerosi altri modelli costruiti dalle due Case, tra cui la Nissan Qashqai.
Oltre alla differenza del passo, aumentato da 2.580 a 2.625 mm, anche le carreggiate avevano subito un significativo incremento, pari a 6 cm all'avantreno e a 6.4 cm al retrotreno. Tali caratteristiche avrebbero influito positivamente sul comportamento stradale della vettura.
La struttura sfruttava acciai ad elevato o elevatissimo limite elastico, cioè caratterizzati da una resistenza tre volte superiore rispetto a quella dei normali acciai.
Lo schema meccanico era di tipo tradizionale, con motore anteriore trasversale e trazione anteriore.
Per quanto riguarda la meccanica, montava sospensioni anteriori di tipo pseudo-MacPherson e posteriori a ruote interconnesse. Erano inoltre presenti ammortizzatori e molle elicoidali sistemati in posizione coassiale, nonché una barra antirollio per asse. L'impianto frenante prevedeva quattro dischi, dei quali quelli anteriori erano autoventilanti, con ABS e EBV. I dischi anteriori erano da 280 mm di diametro, mentre quelli posteriori erano da 240 mm. Lo sterzo era del classico tipo a cremagliera.
La gamma motori era derivata in parte dalla Clio e in parte dalla più grande Laguna. Al suo debutto era disponibile nelle seguenti motorizzazioni:
- 1.4 16v: motore di base consistente nell'unità K4J da 1390 cm³ con potenza massima di 98 CV;
- 1.6 16v: motore K4M da 1598 cm³ e con 113 CV di potenza massima;
- 2.0 16v: motore F4R da 1998 cm³ di cilindrata e con 134 CV di potenza massima;
- '1.5 dCi: motore K9K turbodiesel common rail da 1461 cm³ di cilindrata e con 82 CV di potenza massima;
- 1.9 dCi: motore F9Q turbodiesel common rail da 1870 cm³ di cilindrata e con 120 CV di potenza massima.

Il cambio era un 5 marce manuale derivato dalla terza generazione della Nissan Primera; le versioni di punta (2.0 16v e 1.9 dCi) montavano un cambio a 6 marce, sempre manuale.

## Evoluzione
La carriera commerciale della Mégane II cominciò di lì a poco, con i siti di produzione per il mercato europeo fissati a Douai (Francia) e a Palencia (Spagna).
Nel 2003 si ebbe l'arrivo delle altre varianti di carrozzeria, e cioè la station wagon, denominata GrandTour, la berlina a 4 porte, che perse la vecchia denominazione Classic per chiamarsi semplicemente Mégane 4p, e la versione cabriolet, che rinunciò alla capote in tela per orientarsi verso un tetto ripiegabile in metallo. Per quanto riguarda la gamma motori il 1.4 16v a benzina ed il 1.5 dCi vennero proposti rispettivamente anche con potenze di 82 CV e 100 CV. Perciò, nel primo caso si volle proporre una versione particolarmente economica, mentre nel secondo caso si volle colmare il gap tra il 1.5 dCi di base (da 82 CV) e il più grande e potente 1.9 dCi da 120 CV.
Nel 2004 si registrò l'arrivo di due motorizzazioni più spinte, entrambe 2 litri turbo, che in un caso arrivava ad erogare 165 CV, mentre nell'altro raggiungeva 225 CV. Quest'ultimo livello di potenza caratterizzava la versione sportiva di punta, ossia la Mégane RS che sarebbe divenuta un punto di riferimento per le segmento C ad alte prestazioni. Nello stesso anno in alcuni mercati il 1.9 dCi fu proposto anche in versione depotenziata a 90 CV.
Il 2005 vide un aggiornamento diffuso su tutta la gamma: il 1.4 16v da 82 CV venne tolto di listino, mentre il 1.6 passò da 113 a 111 CV pur mantenendo invariate le doti di coppia. Tale motorizzazione venne inoltre proposta anche con alimentazione bi-fuel benzina/GPL: in questo caso la potenza scese a 102 CV. Sul fronte diesel il 1.5 dCi, proposto ancora in due livelli di potenza, vide le proprie prestazioni passare da 82 e 100 CV a 86 e 106 CV. Analogamente il 1.9 dCi passò a 130 CV.

### Restyling 2006

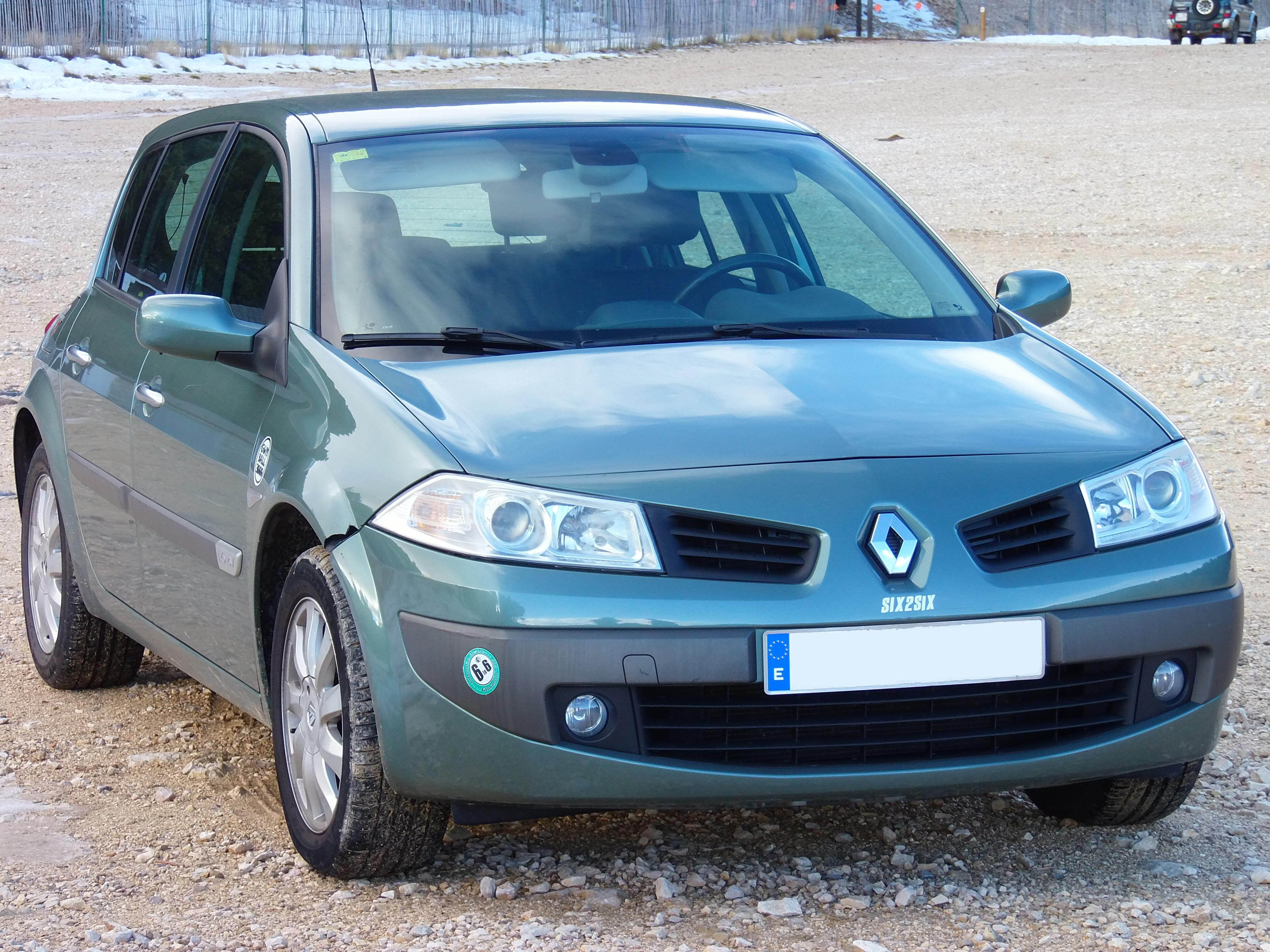
Mégane II post-restyling

Nel 2006 si ebbe il restyling di mezza età: il frontale venne ridisegnato in maniera tale che i gruppi ottici fossero perfettamente allineati con i "baffetti" della calandra (nella versione pre-restyling gli uni e gli altri formavano un angolo, benché quasi piatto). Anche lo scudo paraurti fu ridisegnato e così pure la coda, dove vennero aggiornate le grafiche dei fari posteriori, dove ora la zona riservata alle luci di retromarcia era a sviluppo orizzontale anziché verticale come in precedenza. Alcune novità anche tra i motori con l'arrivo del nuovo 2 litri dCi da 150 CV, e l'uscita di scena del 2 litri turbo da 163 CV. Una novità minore fu quella che vide la versione a GPL incrementare leggermente la propria potenza massima, da 102 a 105 CV.
Nel 2007 vennero presentate una versione speciale della RS, con potenza portata a 230 CV e la 2.0 dCi RS, con la quale si volle proporre una sportiva a gasolio. In questo caso il 2 litri dCi passò da 150 a 175 CV: in pratica si trattava dello stesso 2 litri montato sulla più grande Laguna. Sempre nel 2007 vi fu l'arrivo di un'altra versione "ecologica", ossia la Mégane 1.6 funzionante anche ad etanolo E85. Anche in questo caso, come nella versione a GPL, la potenza massima era di 105 CV.
Furono gli ultimi aggiornamenti alla gamma: alla fine del 2008 fu introdotta la Mégane III, ossia la terza generazione della segmento C di Renault, che progressivamente sancì la scomparsa di questa versione. Le prime ad uscire di scena furono le due berline a 3 e a 5 porte, e successivamente anche le altre varianti di carrozzeria.

### La Mégane berlina a 4 porte

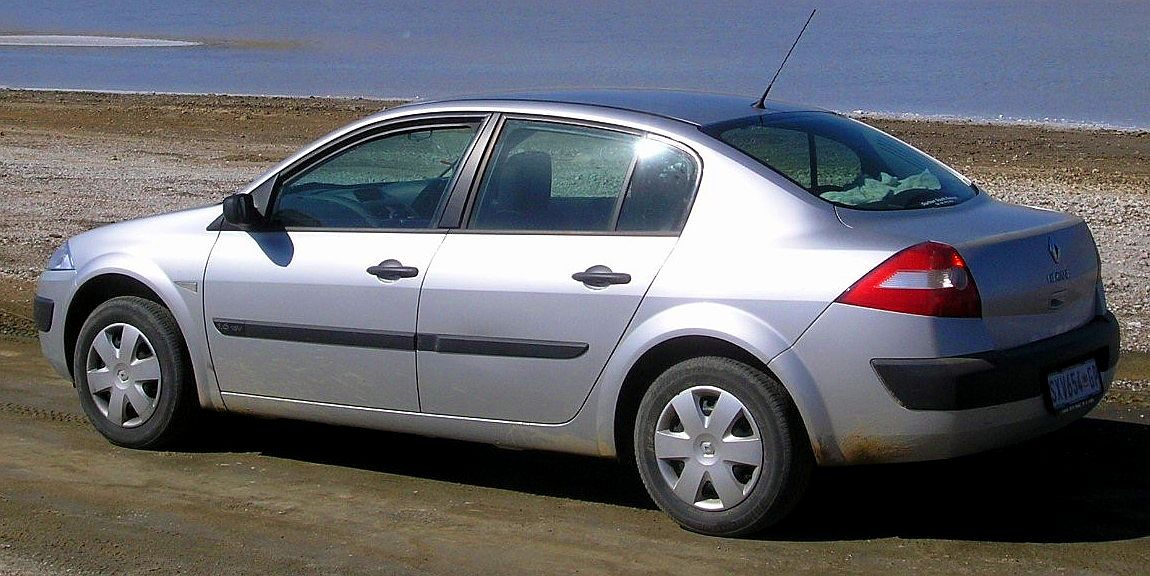
Una Mégane II con carrozzeria berlina a 4 porte

Erede della precedente Mégane Classic, la versione berlina a 4 porte della Mégane II esordì al Salone di Barcellona nell'aprile del 2003 e la sua commercializzazione fu avviata nell'estate seguente: rispetto al modello uscente, la nuova berlina nacque sullo stesso pianale della berlina a due volumi, ma soggetto ad un sensibile allungamento del passo, pari a 61 mm. In più, lo sbalzo posteriore fu aumentato di ben 22.8 cm per far posto al terzo volume che conferì alla vettura un aspetto più "classico", anche se decisamente differente rispetto a quello della prima generazione della Mégane a tre volumi. Nella nuova generazione il disegno della carrozzeria si fece più aggressivo, merito del family feeling con la versione munita di portellone. Il passo allungato ha evitato sproporzioni nella linea di fiancata ed ha permesso oltretutto di migliorare l'abitabilità posteriore. Grazie a tali modifiche alla carrozzeria, il corpo vettura raggiunse i 450 cm di lunghezza. Prodotta nello stabilimento Renault di Bursa, in Turchia, la versione a 4 porte fu proposta in una gamma di sette motorizzazioni, delle quali quattro a benzina e tre a gasolio. Naturalmente si trattava di motorizzazioni riprese quasi per intero da quelle della restante gamma Mégane, e comprendevano tra i benzina un 1.4 da 82 e 98 CV, più un 1.6 ed un 2 litri, rispettivamente di 113 e 135 CV, mentre i motori diesel erano un 1.5 declinato nei due livelli di potenza di 82 e 100 CV, più un 1.9 da 120 CV. Si è detto che le motorizzazioni furono riprese quasi per intero, quindi vi furono fin dall'inizio anche delle differenze, in particolare due: una di queste riguardava il 1.9 dCi, la cui curva di coppia fu ridisegnata per offrire maggiore erogazione, passando quindi dagli originari 270 a 300 Nm. Quanto alla seconda differenza, essa era da ricercare nell'inedita variante del 1.5 dCi con potenza portata a 100 CV: si trattava di una novità, inizialmente non prevista per la berlina a due volumi, ma che sarebbe stata adottata da quest'ultima nel giro di pochi mesi, e precisamente a dicembre.
Esternamente la berlina a 4 porte era caratterizzata ovviamente dalla presenza di una vera e propria "coda", dotata di fari triangolari avvolgenti e di un semplice sportello per l'accesso al vano bagagli, la cui capacità era di 520 litri. Nel 2006 anche la berlina a 4 porte, così come tutta la restante gamma Mégane, si adeguò al restyling di metà carriera. La berlina a 4 porte scomparve dai listini assieme alla versione a 3 e 5 porte, e cioè con l'arrivo della terza generazione della Mégane.

### La Mégane GrandTour

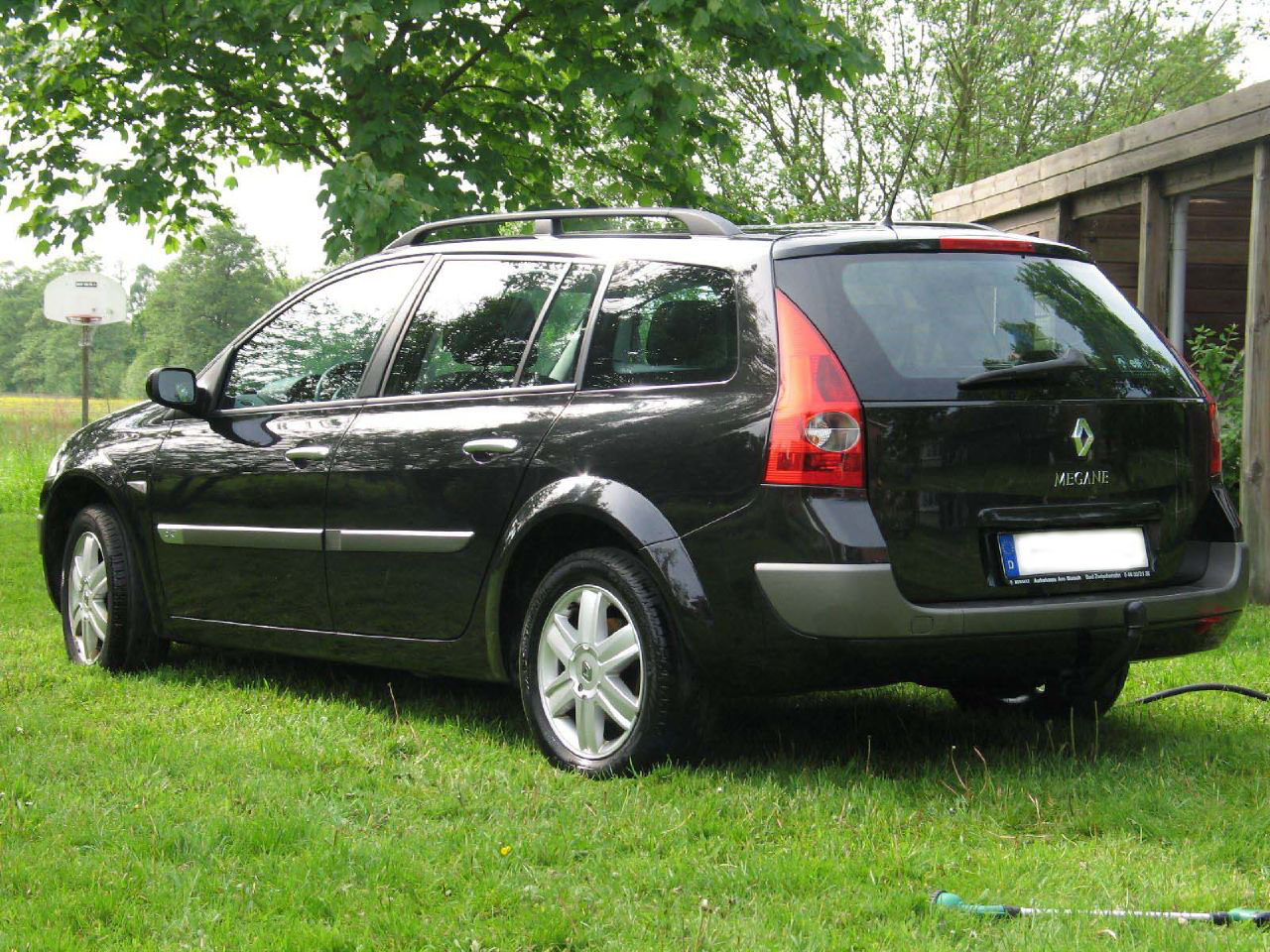
Una Mégane GrandTour vista da dietro

Presentata assieme alla berlina a 4 porte al Salone di Barcellona, anche la versione GrandTour, ossia la versione con carrozzeria station wagon, fu commercializzata pochi mesi dopo. La denominazione GrandTour era utilizzata in alcuni mercati, mentre in altri si utilizzò invece la denominazione Mégane Estate. Anch'essa costruita nello stabilimento turco di Bursa, la Mégane GrandTour sfruttava come la versione a 4 porte un pianale allungato di 6,1 cm, più uno sbalzo equivalente a quello della berlina presentata in contemporanea, cosicché anche la GrandTour raggiungeva una lunghezza di 450 cm. La differenza sostanziale stava nella capacità di carico del bagagliaio, pari a 520 litri in condizioni normali (come la berlina a 4 porte), ma che poteva essere ampliata fino a 1600 litri rinunciando ai sedili posteriori.
Esternamente la GranTour era caratterizzata dalla voluminosa coda, che però non rendeva pesante la vista d'insieme, anzi, il lunotto inclinato conferiva una certa grinta e comunque, nonostante la sua presenza, la vettura riusciva ugualmente a vantare i già citati valori di capacità massima del bagagliaio. I gruppi ottici posteriori avevano un particolare disegno appuntito a sviluppo verticale.
La gamma motori era la stessa di quella della berlina a 4 porte, vale a dire con tre motori a benzina e tre a gasolio. Il 1.9 dCi da 120 CV era stato anche in questi caso ritoccato per aumentarne il valore di coppia massima, anch'esso passato da 270 a 300 Nm.
Nel novembre del 2006, la berlina subisce un restyling di metà carriera, mentre con l'arrivo, nel 2008, della terza generazione della Mégane, la GrandTour non scomparve immediatamente dalla scena automobilistica, ma rimase in listino ancora per qualche mese, fino a maggio del 2009.

### La Mégane CC

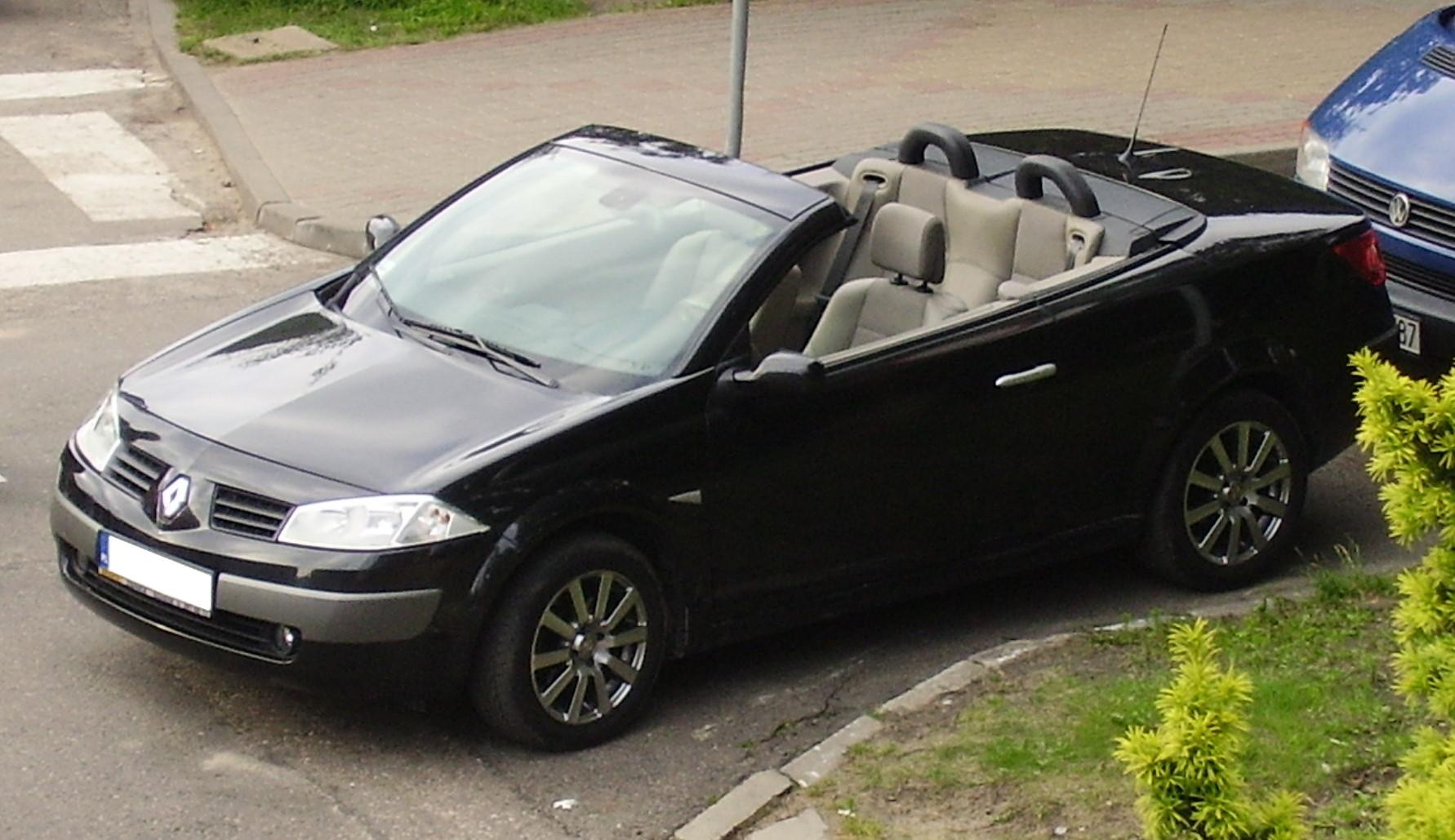
Mégane CC in configurazione aperta

La Mégane CC debuttò al Salone di Ginevra del 2003, quindi poco prima delle versioni a 4 porte e GrandTour. Chiamata a svolgere un ruolo tradizionalmente di nicchia nel mercato automobilistico, la CC andò a riprendere l'eredità lasciatale dalla precedente Mégane Cabrio basata sulla prima generazione, ma con una novità in più, rappresentata dal tetto rigido ripiegabile, il quale, richiudendosi, faceva assumere alla vettura un aspetto da coupé. Da qui la sigla CC, che indicava appunto la tipologia di carrozzeria coupé-cabriolet. Il tetto, però, non era in lamiera, bensì in vetro: si trattava in parole povere di un vero e proprio tetto panoramico ripiegabile che dava la sensazione di viaggiare a cielo aperto sempre, qualunque delle due configurazioni si scegliesse.
La CC nasceva sullo stesso pianale a passo corto della berlina a 3 e 5 porte, ma alcune caratteristiche vennero progettate specificamente, come la seduta ribassata di 24 mm. Comunque sia, diversi lamierati erano inediti, a partire dalla coda, dotata di gruppi ottici trapezoidali, per giungere al parabrezza fortemente inclinato. Buona la capacità del bagagliaio, pari a 490 litri a capote chiusa, un valore che si riduceva a soli 190 litri quando si viaggia a cielo aperto.

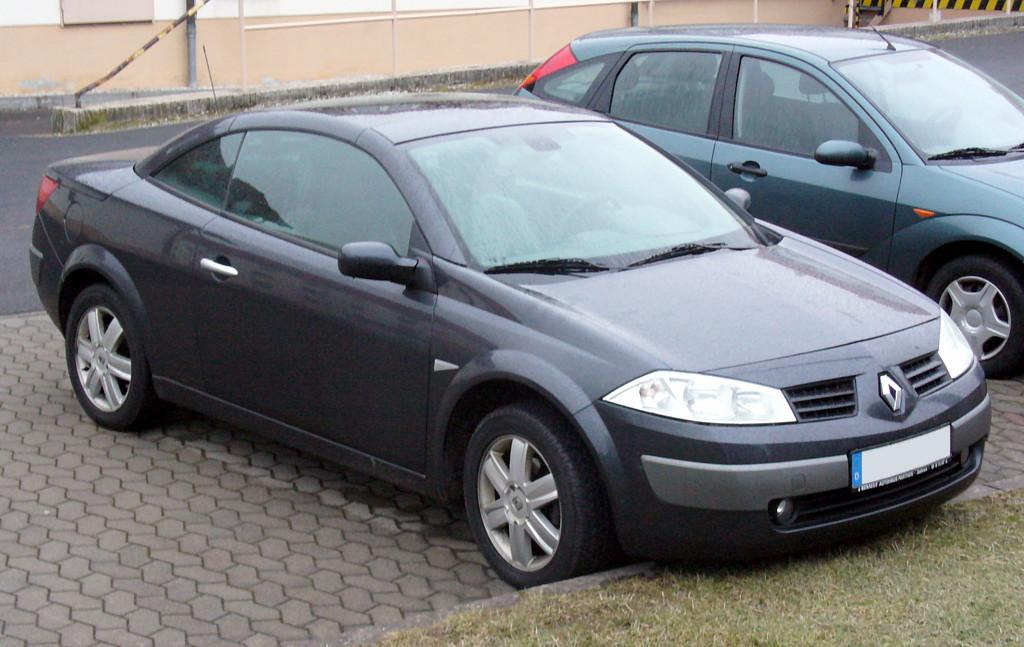
Mégane CC in configurazione chiusa

Dal punto di vista strutturale, la scocca fu integrata con elementi aggiuntivi in acciaio, tra cui i brancardi di maggior spessore: tutto ciò serviva a compensare la perdita di rigidità dovuta all'assenza del tetto fisso in lamiera e del montante centrale.
Al suo debutto, la Mégane CC fu proposta in tre motorizzazioni, due a benzina ed una a gasolio:
- 1.6 16v, con potenza di 113 CV;
- 2.0 16v, con potenza di 135 CV;
- 1.9 dCi, con potenza di 120 CV.

Come per le versioni GrandTour e berlina a 4 porte, anche nel caso della CC il 1.9 dCi vide la propria coppia massima passare da 270 a 300 Nm.
Nel 2004 la gamma motori si ampliò con l'arrivo di un 2 litri turbo da 165 CV, mentre l'anno seguente il 1.9 dCi fu portato a 130 CV di potenza massima. Nel 2006, poi, si ebbe anche l'arrivo di un 2 litri turbodiesel da 150 CV. Solo per il 2008, invece, fu la presenza di un piccolo 1.5 dCi da 103 CV: tale modello durò poco a causa delle scarse prestazioni.
La Mégane CC fu anche l'unica della gamma a non essere assemblata presso uno stabilimento Renault, bensì presso la tedesca Karmann di Osnabrück, da sempre specializzata in vetture cabriolet, ma che di lì a pochi anni, complice la crisi economica di fine decennio, sarà costretta a chiudere i battenti. Quando ciò avvenne, la CC su base Mégane II era già anziana ed in procinto di essere sostituita, per cui il modello rimase ancora in listino per smaltire gli stock prodotti. Lo scarso successo ottenuto dalla Mégane CC fece in modo da allungare i tempi di permanenza in listino e la vettura fu definitivamente tolta dal commercio solo nei primi mesi del 2010.

### La Mégane RS

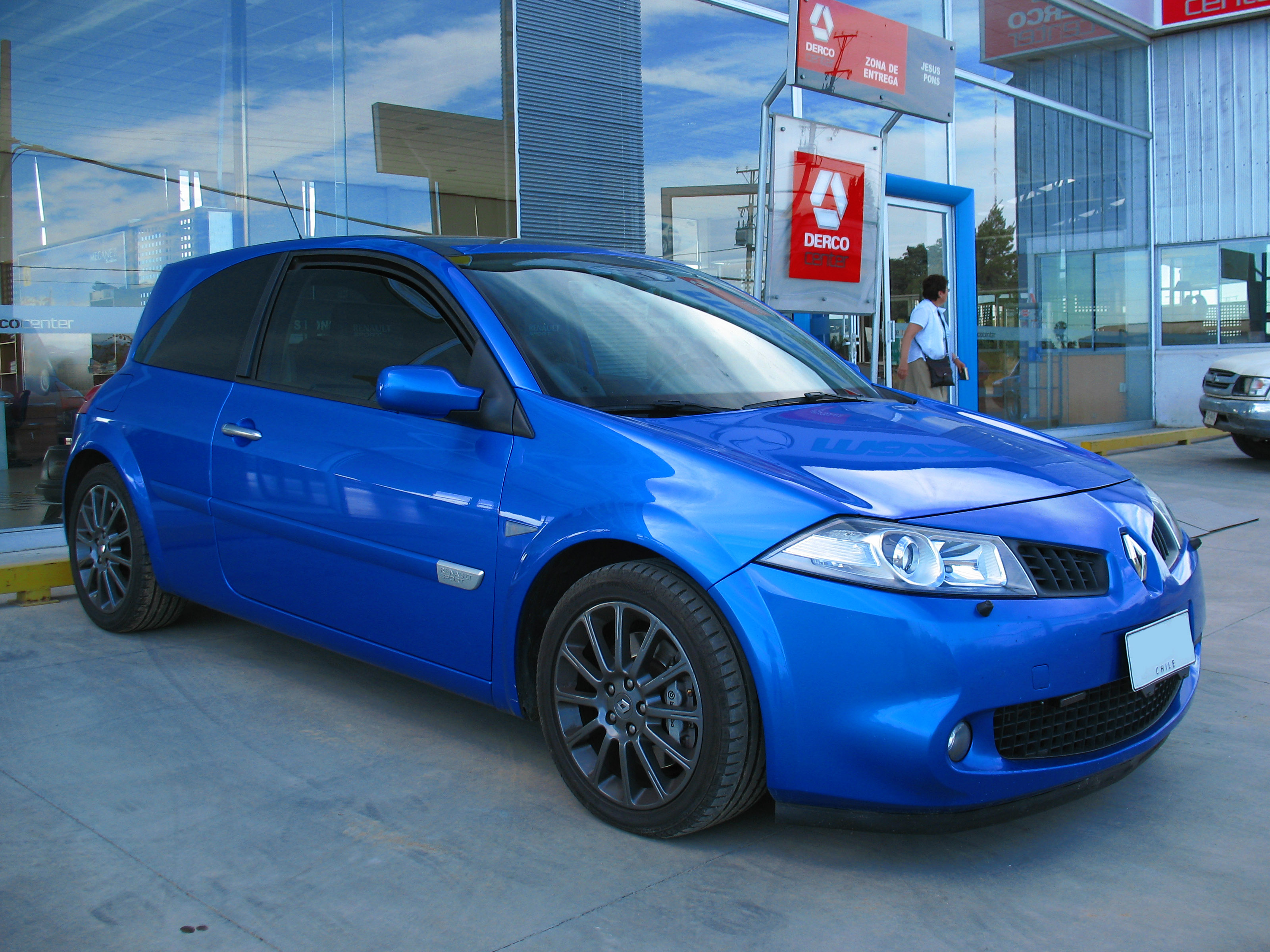
Renault Megane RS del 2007

Svelata nell'autunno del 2003 e commercializzata a partire dalla metà dell'anno seguente, la Mégane RS costituì la versione di punta della gamma della Mégane II, ma anche il top in fatto di sportività. La Mégane II RS era frutto di un lavoro congiunto tra lo stabilimento Renault di Palencia, in Spagna, e l'ex-stabilimento Alpine-Renault di Dieppe, dove ormai da alcuni anni venivano sviluppati i progetti relativi alle Renault sportive. Da Palencia arrivavano le scocche nude, che poi sarebbero state equipaggiate a Dieppe con la meccanica specifica per tale versione sportiva. Per quanto riguarda la carrozzeria, la RS fu ridisegnata in alcuni particolari, ma senza strafare, visto che si poteva correre il rischio di rovinare una linea così fuori dagli schemi se si fosse calcata la mano. Invece si scelse di ricorrere ad una caratterizzazione sportiva ma nello stesso tempo discreta: e così ecco che frontalmente la RS era caratterizzata da una paraurti con presa d'aria più aperta e quasi a tutta larghezza, mentre la vista laterale faceva notare immediatamente i cerchi da 18 pollici di disegno specifico ed in coda è stato montato uno spoiler sul lato superiore del lunotto, nonché un paraurti specifico con incavi appositi per alloggiare i due terminali di scarico, sistemati uno per lato, ma in posizione quasi centrale, in realtà. La carrozzeria poteva essere a 3 o a 5 porte, a seconda delle preferenze del cliente. Nell'abitacolo, la RS manteneva una sua discrezione, sebbene non mancassero sedili anteriori più profilati, pedaliera in alluminio traforato e poggiapiede, sempre in alluminio. Quanto al propulsore adottato, si trattava di un'unità derivata tanto dal 2 litri turbo da 163 CV già presente in gamma, sia dall'equivalente unità aspirata che già equipaggiava in quegli anni la Clio RS. Tale motore, appartenente alla famiglia F4R (per la precisione era un F4R-764), conservava la cilindrata di 1998 cm³, ma grazie alla presenza di un turbocompressore specifico e ad un'elettronica rivisitata appositamente, la potenza massima raggiungeva fino a 225 CV, consentendo alla vettura di arrivare ad una velocità massima di 236 km/h. Completavano l'opera i dischi freno maggiorati della Brembo (anteriori da 312 mm e posteriori da 300 mm), tutti e quattro autoventilanti, ed un assetto rivisto in funzione di un impiego più spinto (barre antirollio da 20 mm di diametro anziché 18, ammortizzatori più rigidi del 35% all'avantreno e del 12% al retrotreno). La trazione rimase anteriore, ma con un cambio a 6 marce dalla rapportatura specifica (sebbene derivato dal 6 marce presente in altri modelli della gamma) e con un differenziale a slittamento limitato, per sfruttare meglio la grande potenza del propulsore anche per eventuali utilizzi in pista o in ambito sportivo.

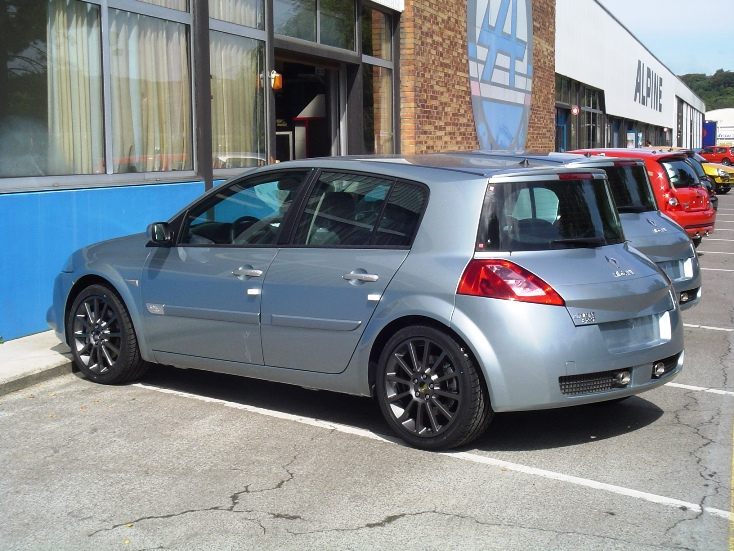
Una Mégane RS, vista posteriore

Grazie a tali caratteristiche, ben presto la vettura divenne uno dei modelli di riferimento, rivelandosi come una delle migliori trazioni anteriori presenti sul mercato. Fino a quel momento il primato era stato attribuito ad un'altra validissima sportiva come la Honda Integra (che però montava un 1.8 aspirato).
Forte dei consensi ottenuti, nel 2005, la RS venne proposta anche in versione Trophy (da non confondere con la Trophy da competizione, ben diversa), un'edizione limitata che propose alcuni contenuti specifici, come l'assetto ulteriormente irrigidito in tutti i suoi componenti principali (molle, ammortizzatori, barre stabilizzatrici), ESP con soglia di intervento alzata e comunque escludibile del tutto (nella RS "normale" ciò non è possibile), dischi freno forati, pompa freni potenziata e cerchi da 18 pollici alleggeriti. La vettura fu proposta nella sola verniciatura grigio chiaro metallizzato.
Nell'autunno del 2005 la casa della losanga conquistò il doppio titolo mondiale di Formula 1 (sia il titolo piloti che il titolo costruttori): per commemorare l'evento venne commercializzata una nuova serie limitata per la Mégane RS, denominata Mégane RS F1 Team, caratterizzata da una livrea color blu brillante, paraurti con logo del reparto corse Renault Sport, cerchi in lega color nero, selleria con rivestimento blu in tinta con la carrozzeria e placca identificativa sulla console centrale. La meccanica era identica a quella della RS di normale produzione.
Alla fine del 2006, il nuovo felice evento sportivo in Formula 1, che bissò il successo dell'anno precedente, fu l'occasione per il lancio di una nuova serie limitata, denominata Mégane RS F1 Team R26, dove la sigla finale non era altro che la denominazione della vettura trionfante per la seconda volta nella massima categoria automobilistica, la Renault R26 appunto. Lanciata all'inizio del 2007, la nuova serie speciale della Mégane RS era chiaramente riconoscibile per la vistosa livrea gialla con logo a scacchi sui due paraurti e sulle fiancate, e tetto con disegno sempre a scacchi. Il motore era invece stato portato a 230 CV, un leggero aumento di potenza rispetti agli originari 225 CV della normale RS.
Nel 2008 cominciarono a circolare i primi rendering relativi alla terza generazione della Mégane, ma per la RS basata sulla seconda generazione non finì qui: in quell'anno venne infatti lanciata una nuova serie speciale, ancor più sportiva, vale a dire la Mégane RS R26.R, caratterizzata in primo luogo dall'alleggerimento del corpo vettura, ottenuto utilizzando fibra di carbonio, materiali plastici ed alluminio per molti suoi componenti, ma anche eliminando tutto ciò che risultava superfluo per l'ottimizzazione delle prestazioni (climatizzatore, autoradio, fendinebbia, sedili posteriori, ecc). Grazie a tale procedimento, il risparmio di peso fu di 123 kg, consentendo alla vettura di limare mezzo secondo nello scatto da 0 a 100 km/h (da 6"5 a 6 secondi netti). La vettura era riconoscibile esternamente per la sua vistosa livrea sportiva, disponibile in color bianco, azzurro o grigio. I cerchi in lega potevano essere di color nero oppure rosso brillante. Indipendentemente dalla carrozzeria, il cofano motore era nero perché realizzato in fibra di carbonio. Una grossa novità si aveva nell'abitacolo, dove, come già accennato, il divano posteriore lasciò il posto ad una gabbia roll-bar, leggera ma assai rigida. Per quanto riguarda la meccanica, l'assetto fu rivisto per non lasciare nulla al comfort. Il motore fu invece il 2 litri sovralimentato da 230 CV. Questa fu insomma una versione pronto-corsa della media francese, tant'è vero che sul circuito del Nurburgring la R26.R fece registrare un tempo di percorrenza pari ad appena 8'17". Per avere un termine di paragone, basti pensare che la già velocissima BMW M5 E60 (con un motore V10 da 5 litri e ben 507 CV di potenza massima) riuscì a fare meglio per soli 5 secondi, ottenendo un tempo di 8'12". Un simile exploit non fece che accrescere l'alone di leggenda sviluppatosi in quegli anni attorno alla Mégane RS. La R26 R. fu prodotta in 450 esemplari.
La sigla RS fu utilizzata dalla Renault anche per una Mégane II a gasolio: sempre durante gli ultimi mesi di commercializzazione della berlina a 2 volumi, venne infatti lanciata la Mégane RS 2.0 dCi, spinta dallo stesso 2 litri turbodiesel common rail che già equipaggiava la Laguna 2.0 dCi più potente. Tale motore erogava una potenza massima di 175 CV, abbastanza per proiettare la Mégane RS 2.0 dCi ad una velocità massima di 220 km/h. Questa versione fu l'ultima novità arrivata nella gamma della Mégane II, la quale, di lì a pochi mesi, venne cancellata dai listini (tranne la GrandTour e la CC).

## Tabella riepilogativa
Di seguito vengono riepilogate le caratteristiche delle varie versioni previste per la gamma della Mégane II in Europa:
| Renault Mégane II (2002-2010) |                  |         |                |                                             |                |               |                    |                    |              |                     |                    |                       |                    |
| Modello | Carrozzeria      | Motore  | Cilindrata cm³ | Alimentazione                               | Potenza CV/rpm | Coppia Nm/rpm | Cambio/ N°rapporti | Massa a vuoto (kg) | Velocità max | Acceler. 0–100 km/h | Consumo (l/100 km) | Emissioni CO2/ (g/km) | Anni di produzione |
| Versioni a benzina |                  |         |                |                                             |                |               |                    |                    |              |                     |                    |                       |                    |
| Mégane 1.4 16v (82 CV) | berlina 2 volumi | K4J     | 1390           | Iniezione elettronica                       | 82/6000        | 127/3750      | M/5                | 1.145              | 171          | 13"5                | 7.1                | 161                   | 2002-08            |
| Mégane 1.4 16v (82 CV) | berlina 3 volumi | K4J     | 1390           | Iniezione elettronica                       | 82/6000        | 127/3750      | M/5                | 1.190              | 173          | 13"7                | 7.1                | 165                   | 2003-08            |
| Mégane 1.4 16v (98 CV) | berlina 2 volumi | K4J     | 1390           | Iniezione elettronica                       | 98/6000        | 127/3750      | M/5                | 1.145              | 183          | 12"5                | 7.1                | 165                   | 2002-08            |
| Mégane 1.4 16v (98 CV) | berlina 3 volumi | K4J     | 1390           | Iniezione elettronica                       | 98/6000        | 127/3750      | M/5                | 1.190              | 185          | 12"7                | 7.1                | 164                   | 2003-08            |
| Mégane 1.4 16v (98 CV) | station wagon    | K4J     | 1390           | Iniezione elettronica                       | 98/6000        | 127/3750      | M/5                | 1.210              | 181          | 13"1                | 7.3                | 166                   | 2003-09            |
| Mégane 1.6 16v | berlina 2 volumi | K4M     | 1598           | Iniezione elettronica                       | 113/60001      | 152/42001     | M/5                | 1.155              | 192          | 10"9                | 7.1                | 164                   | 2002-08            |
| Mégane 1.6 16v | berlina 3 volumi | K4M     | 1598           | Iniezione elettronica                       | 113/60001      | 152/42001     | M/5                | 1.200              | 193          | 11"1                | 7.1                | 163                   | 2003-08            |
| Mégane 1.6 16v | station wagon    | K4M     | 1598           | Iniezione elettronica                       | 113/60001      | 152/42001     | M/5                | 1.215              | 190          | 11"3                | 7.3                | 166                   | 2003-09            |
| Mégane 1.6 16v | coupé-cabriolet  | K4M     | 1598           | Iniezione elettronica                       | 113/60001      | 152/42001     | M/5                | 1.320              | 195          | 11"8                | 7.3                | 166                   | 2003-10            |
| Mégane 2.0 16v | berlina 2 volumi | F4R     | 1998           | Iniezione elettronica                       | 134/5500       | 190/3750      | M/6                | 1.230              | 200          | 9"2                 | 8.5                | 191                   | 2002-08            |
| Mégane 2.0 16v | berlina 3 volumi | F4R     | 1998           | Iniezione elettronica                       | 134/5500       | 190/3750      | M/6                | 1.275              | 202          | 9"4                 | 8.5                | 191                   | 2003-08            |
| Mégane 2.0 16v | station wagon    | F4R     | 1998           | Iniezione elettronica                       | 134/5500       | 190/3750      | M/6                | 1.290              | 198          | 9"7                 | 8.5                | 191                   | 2003-09            |
| Mégane 2.0 16v | coupé-cabriolet  | F4R     | 1998           | Iniezione elettronica                       | 134/5500       | 190/3750      | M/6                | 1.390              | 205          | 9"9                 | 7.7                | 196                   | 2003-10            |
| Mégane 2.0 16v Turbo | berlina 2 volumi | F4R-T   | 1998           | Iniezione elettronica + turbo               | 165/5000       | 270/3250      | M/6                | 1.255              | 220          | 8"9                 | 8.1                | 184                   | 2004-06            |
| Mégane 2.0 16v Turbo | coupé-cabriolet  | F4R-T   | 1998           | Iniezione elettronica + turbo               | 165/5000       | 270/3250      | M/6                | 1.415              | 225          | 8"7                 | 8.5                | 189                   | 2004-06            |
| Mégane 2.0 16v RS² | berlina 2 volumi | F4R-764 | 1998           | Iniezione elettronica + turbo twin scroll   | 225/5500       | 300/3000      | M/6                | 1.355              | 236          | 6"5                 | 9.1                | 209                   | 2004-08²           |
| Mégane 2.0 16v RS F1 Team R26² | berlina 2 volumi | F4R-764 | 1998           | Iniezione elettronica + turbo twin scroll   | 230/5500       | 310/3000      | M/6                | 1.355              | 237          | 6"5                 | 9                  | 200                   | 2007-08²           |
| Versioni a gasolio |                  |         |                |                                             |                |               |                    |                    |              |                     |                    |                       |                    |
| Mégane 1.5 dCi (82 CV) | berlina 2 volumi | K9K     | 1461           | Turbodiesel common rail                     | 82/4000        | 185/2000      | M/5                | 1.175              | 170          | 14"3                | 4.8                | -                     | 2002-05            |
| Mégane 1.5 dCi (82 CV) | berlina 3 volumi | K9K     | 1461           | Turbodiesel common rail                     | 82/4000        | 185/2000      | M/5                | 1.215              | 171          | 14"5                | 4.8                | -                     | 2003-05            |
| Mégane 1.5 dCi (82 CV) | station wagon    | K9K     | 1461           | Turbodiesel common rail                     | 82/4000        | 185/2000      | M/5                | 1.235              | 168          | 14"9                | 4.8                | -                     | 2003-05            |
| Mégane 1.5 dCi (86 CV) | berlina 2 volumi | K9K     | 1461           | Turbodiesel common rail                     | 86/3750        | 200/1900      | M/5                | 1.175              | 174          | 12"7                | 4.7                | 120                   | 2005-08            |
| Mégane 1.5 dCi (86 CV) | berlina 3 volumi | K9K     | 1461           | Turbodiesel common rail                     | 86/3750        | 200/1900      | M/5                | 1.205              | 175          | 12"8                | 4.7                | 120                   | 2005-08            |
| Mégane 1.5 dCi (86 CV) | station wagon    | K9K     | 1461           | Turbodiesel common rail                     | 86/3750        | 200/1900      | M/5                | 1.235              | 174          | 13"1                | 4.9                | 125                   | 2005-09            |
| Mégane 1.5 dCi (100 CV) | berlina 2 volumi | K9K     | 1461           | Turbodiesel common rail                     | 100/4000       | 200/2000      | M/5                | 1.175              | 179          | 12"8                | 4.7                | 119                   | 2003-05            |
| Mégane 1.5 dCi (100 CV) | berlina 3 volumi | K9K     | 1461           | Turbodiesel common rail                     | 100/4000       | 200/2000      | M/5                | 1.215              | 180          | 13"                 | 4.8                | 121                   | 2003-05            |
| Mégane 1.5 dCi (100 CV) | station wagon    | K9K     | 1461           | Turbodiesel common rail                     | 100/4000       | 200/2000      | M/5                | 1.235              | 178          | 13"1                | 4.8                | 121                   | 2003-05            |
| Mégane 1.5 dCi (106 CV) | berlina 2 volumi | K9K     | 1461           | Turbodiesel common rail                     | 106/4000       | 240/2000      | M/6                | 1.190              | 185          | 11"1                | 4.9                | 124                   | 2005-08            |
| Mégane 1.5 dCi (106 CV) | berlina 3 volumi | K9K     | 1461           | Turbodiesel common rail                     | 106/4000       | 240/2000      | M/6                | 1.240              | 186          | 11"2                | 4.9                | 124                   | 2005-08            |
| Mégane 1.5 dCi (106 CV) | station wagon    | K9K     | 1461           | Turbodiesel common rail                     | 106/4000       | 240/2000      | M/6                | 1.260              | 185          | 11"4                | 4.9                | 124                   | 2005-09            |
| Mégane 1.5 dCi (106 CV) | coupé-cabriolet  | K9K     | 1461           | Turbodiesel common rail                     | 106/4000       | 240/2000      | M/6                | 1.395              | 190          | 12"2                | 5.2                | 133                   | 2008               |
| Mégane 1.9 dCi (120 CV) | berlina 2 volumi | F9Q     | 1870           | Turbodiesel common rail                     | 120/4000       | 300/2000      | M/6                | 1.250              | 196          | 10"5                | 5.7                | 144                   | 2002-05            |
| Mégane 1.9 dCi (120 CV) | berlina 3 volumi | F9Q     | 1870           | Turbodiesel common rail                     | 120/4000       | 300/2000      | M/6                | 1.295              | 196          | 10"7                | 5.7                | 141                   | 2003-05            |
| Mégane 1.9 dCi (120 CV) | station wagon    | F9Q     | 1870           | Turbodiesel common rail                     | 120/4000       | 300/2000      | M/6                | 1.310              | 194          | 10"8                | 5.7                | 141                   | 2003-05            |
| Mégane 1.9 dCi (120 CV) | coupé-cabriolet  | F9Q     | 1870           | Turbodiesel common rail                     | 120/4000       | 300/2000      | M/6                | 1.425              | 200          | 10"9                | 5.8                | 146                   | 2003-05            |
| Mégane 1.9 dCi (130 CV) | berlina 2 volumi | F9Q     | 1870           | Turbodiesel common rail                     | 130/4000       | 300/2000      | M/6                | 1.250              | 200          | 10"                 | 5.9                | 148                   | 2005-08            |
| Mégane 1.9 dCi (130 CV) | berlina 4 posti  | F9Q     | 1870           | Turbodiesel common rail                     | 130/4000       | 300/2000      | M/6                | 1.295              | 200          | 10"                 | 5.9                | 148                   | 2005-08            |
| Mégane 1.9 dCi (130 CV) | station wagon    | F9Q     | 1870           | Turbodiesel common rail                     | 130/4000       | 300/2000      | M/6                | 1.310              | 200          | 10"3                | 6.1                | 154                   | 2005-09            |
| Mégane 1.9 dCi (130 CV) | coupé-cabriolet  | F9Q     | 1870           | Turbodiesel common rail                     | 130/4000       | 300/2000      | M/6                | 1.425              | 203          | 10"5                | 6.1                | 154                   | 2005-10            |
| Mégane 2.0 dCi | berlina 2 volumi | M9R     | 1995           | Turbodiesel common rail                     | 150/4000       | 340/2000      | M/6                | 1.310              | 210          | 8"7                 | 5.7                | 144                   | 2006-08            |
| Mégane 2.0 dCi | berlina 3 volumi | M9R     | 1995           | Turbodiesel common rail                     | 150/4000       | 340/2000      | M/6                | 1.330              | 211          | 8"7                 | 5.7                | 144                   | 2006-08            |
| Mégane 2.0 dCi | station wagon    | M9R     | 1995           | Turbodiesel common rail                     | 150/4000       | 340/2000      | M/6                | 1.315              | 209          | 8"8                 | 5.7                | 144                   | 2006-09            |
| Mégane 2.0 dCi | coupé-cabriolet  | M9R     | 1995           | Turbodiesel common rail                     | 150/4000       | 340/2000      | M/6                | 1.495              | 213          | 9"5                 | 6                  | 151                   | 2006-10            |
| Mégane 2.0 dCi RS | berlina 2 volumi | M9R     | 1995           | Turbodiesel common rail                     | 175/3750       | 360/2000      | M/6                | 1.430              | 220          | 8"3                 | 6.8                | 172                   | 2007-08            |
| Versioni a carburanti alternativi |                  |         |                |                                             |                |               |                    |                    |              |                     |                    |                       |                    |
| Mégane 1.6 16v GPL | berlina 2 volumi | K4M     | 1598           | Iniezione elettronica + Impianto GPL        | 102/5750       | 145/3750      | M/5                | 1.205              | 192          | 10"9                | 9.6                | 144                   | 2005-06            |
| Mégane 1.6 16v GPL | berlina 2 volumi | K4M     | 1598           | Iniezione elettronica + Impianto GPL        | 105/5750       | 150/4250      | M/5                | 1.230              | 192          | 10"9                | 7.3                | 162                   | 2006-08            |
| Mégane 1.6 16v E85 | berlina 2 volumi | K4M     | 1598           | Iniezione elettronica benzina o etanolo E85 | 105/6000       | 151/4250      | M/5                | 1.175              | 192          | 10"9                | 7.2                | 164                   | 2007-08            |
| Mégane 1.6 16v E85 | station wagon    | K4M     | 1598           | Iniezione elettronica benzina o etanolo E85 | 105/6000       | 151/4250      | M/5                | 1.215              | 190          | 11"3                | 7.4                | 166                   | 2007-08            |
| Note: 1A partire dal 2006, la potenza massima scese a 111 CV a 6000 giri/min, mentre la coppia massima passò da 152 a 151 Nm a 4250 giri/min ²Dalla stessa vettura furono derivate anche le serie limitate RS Trophy ed RS F1 Team ²Dalla stessa vettura fu derivata anche la serie limitata R26 R, prodotta nel solo 2008 |                  |         |                |                                             |                |               |                    |                    |              |                     |                    |                       |                    |

## Attività sportiva

### La Mégane Trophy da competizione

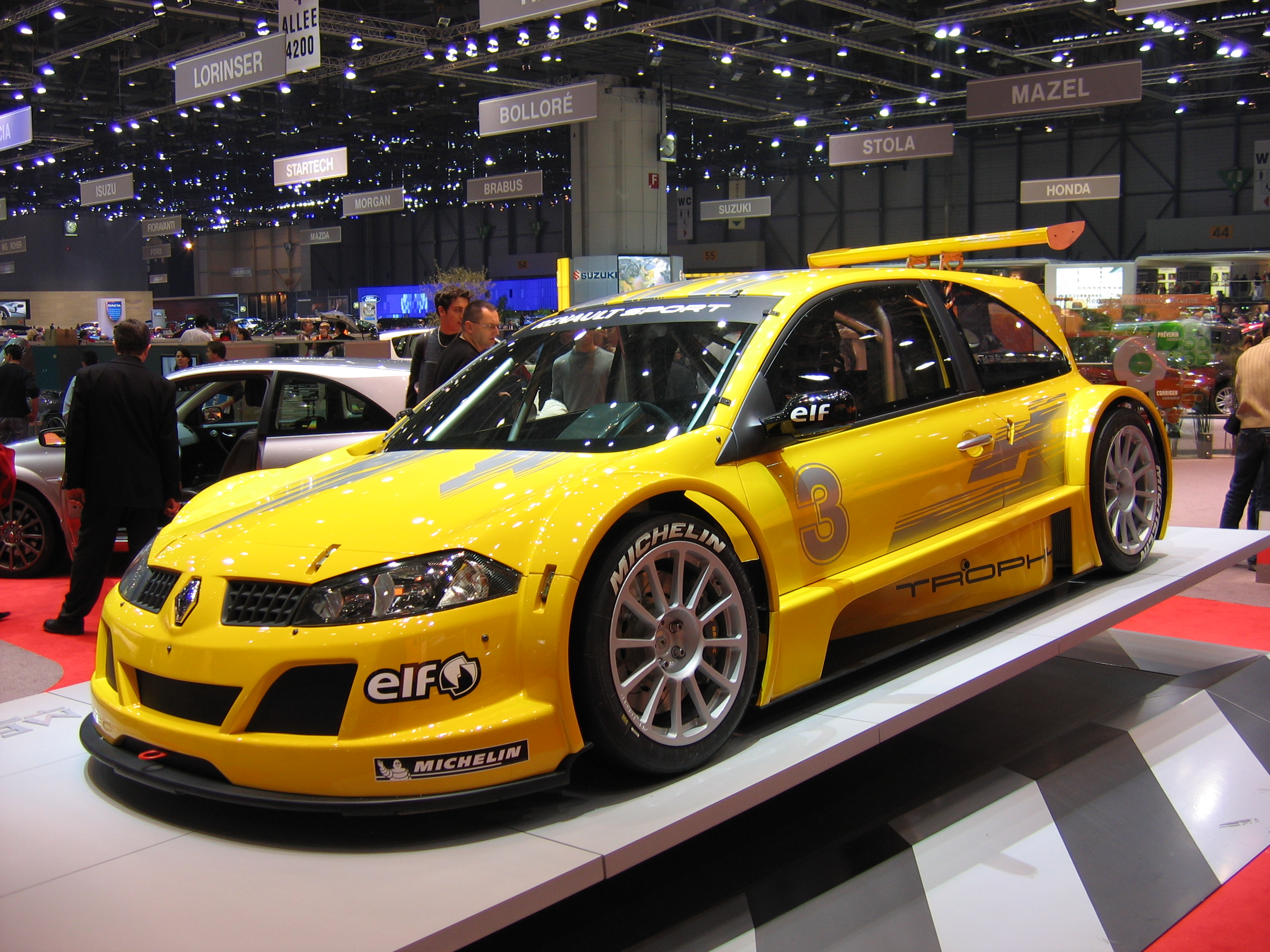
La Mégane Trophy da competizione

Completamente diversa dalla Mégane RS Trophy, la versione da competizione sfruttava un inedito e specifico telaio, più rigido e leggero. Montava inoltre un propulsore 3,5 V6 di origin Nissan ed imparentato con il V6 di pari cilindrata montato nelle versioni di punta delle varie Espace IV, Vel Satis ed Avantime. Tale motore era interfacciato con le ruote mediante un cambio semi-automatico senza frizione con comandi al volante. La lubrificazione sfruttava invece il classico sistema di alimentazione a carter secco, mentre l'aggressiva carrozzeria faceva uso di nuovi elementi aerodinamici come i passaruota allargati ed un diffusore posteriore. I primi sono stati necessariamente ingranditi per ospitare i nuovi pneumatici Michelin maggiorati e l'impianto frenante dotato di freni a disco a sei pistoncini. Il motore sviluppava una potenza massima di 320 CV e l'intero sistema elettronico che gestiva l'intera vettura era stato fornito dalla Magneti Marelli. Così equipaggiata, e forte di una massa a vuoto di appena 930 kg, la vettura raggiungeva una velocità massima di 300 km/h.